# Keramika s brázděným vpichem
Keramika s brázděným vpichem (německy Furchenstichkeramik) je typ keramických nádob nacházený nejčastěji na hradištích a výšinných sídlištích  hlavně starého eneolitu. Keramika s brázděným vpichem se vyskytuje na území Slovinska, Maďarska, Rumunska, Rakouska, Moravy a sporadicky i Čech, Slezska a Posálí. V odborné literatuře se vyskytuje i pod názvy keramika typu Retz (archeologická lokalita v Dolních Rakousích), typ Retz-Křepice, typ Křepice, Retz-Křepice-Bajč, Bajč-Retz-Křepice.

## Charakteristika
Keramické tvary typické pro tuto skupinu jsou džbánek a koflík,[zdroj⁠?!] jejichž povrch byl zdoben vpichy spojenými tažením do žlábků, které sloužily jako základ barevnou (hlavně bílou) inkrustovanou výzdobu.
Výrobci keramiky s brázděným vpichem nejsou známi, většinou se vyskytuje na výšinných sídlištích pozdní lengyelské kultury, kultury s nálevkovitými poháry a badenské kultury. Je tedy otázkou, zda se jedná jen o určitý projev těchto kultur či zda se jedná o importy, které se na tato sídliště dostala obchodem či s nově příchozím obyvatelstvem.[zdroj⁠?!] Některé hypotézy spojují keramiku s brázděným vpichem s šířením znalostí zpracování mědi. Snad se jednalo o módní zboží spojené s obřadními či prestižními obřady. V užším pojetí je keramika s brázděným vpichem samostatnou archeologickou kulturou v období mezi pozdní lengyelskou a badenskou kulturou.

## Hlavní naleziště vČechách
- Cimburk
- Čáslav
- Kouřim
- Úhřetice

Právě nálezy na lokalitách Cimburk a Čáslav, které ležely na obchodních stezkách (později známých jako Haberská a Libická stezka) a sloužily jako emporia, sloužily jako důkaz pro hypotézu spojení keramiky s brázděným vpichem s obchodem.

## Hlavní naleziště na Moravě
- Brno-Líšeň
- Jevišovice
- Kramolín
- Křepice